# جیمز وان
جیمز وان (به انگلیسی: James Wan) زادهٔ ۲۶ فوریه ۱۹۷۷ کارگردان، تهیه‌کننده و فیلم‌نامه‌نویس چینی‌تبار مالزیایی است که در استرالیا بزرگ شده و در هالیوود فعالیت می‌کند. وی در سال ۲۰۰۴، فیلم اره را کارگردانی کرد. یک فیلم ترسناک که حدود صد برابر هزینه ساخت خود فروش داشت و چندین ادامه برای آن ساخته شده که مجموعه فیلم اره را تشکیل داده‌اند. برخی از فیلم‌های که توسط او کارگردانی شده‌اند عبارتند از: مجازات مرگ در سال ۲۰۰۷، توطئه‌آمیز، احضار روح، توطئه‌آمیز: قسمت ۲ و خشمگین ۷. وی به گفته خودش به فیلم‌های دیوید فینچر آمریکایی و داریو آرجنتو ایتالیایی علاقه زیادی دارد و از سبک آن‌ها تأثیر زیادی گرفته‌است. او نیز خالق دنیای سینمایی احضار و اتمیک مانستر پروداکشنز است. از همکاران او می‌توان به پیتر سفرن و لی ونل اشاره کرد. او در سال ۲۰۱۹ با اینگرید بیسو ازدواج کرد. او همچنین خالق عروسک بیلی است که این عروسک در مجموعه فیلم اره ایفای نقش کرد. او در حال حاضر ساکن و مقیم لس آنجلس آمریکا هست. او همچنین مجموعه فیلم توطئه آمیز را تشکیل داد. دانشگاه او مؤسسه سلطنتی فناوری ملبورن است.

## زندگی‌نامه‌
وان در ۲۶ فوریه ۱۹۷۷ در کشور مالزی متولد شد و اصالتاً نژاد چینی دارد. وان و خانواده اش زمانی که او هفت ساله بود به استرالیای غربی نقل مکان کردند.او در کالج Lake Tuggeranong تحصیل کرد و با مدرک لیسانس هنر فارغ‌التحصیل شد. پاتریک ویلسون و لی ونل صمیمی ترین دوستان وی هستند.

## فیلم‌شناسی
| سال  | نام فیلم                   | کارگردان | تهیه‌کننده        | نویسنده |
| ---- | -------------------------- | -------- | ---------------- | ------- |
| ۲۰۰۳ | اره نیم                    | آری      | نه               | آری     |
| ۲۰۰۴ | اره                        | آری      | نه               | داستان  |
| ۲۰۰۵ | اره ۲                      | نه       | نه               | نه      |
| ۲۰۰۶ | اره ۳                      | نه       | تهیه‌کننده اجرایی | آری     |
| ۲۰۰۷ | سکوت مطلق                  | آری      | نه               | داستان  |
| ۲۰۰۷ | مجازات مرگ                 | آری      | نه               | نه      |
| ۲۰۰۷ | اره ۴                      | نه       | تهیه‌کننده اجرایی | نه      |
| ۲۰۰۸ | اره ۵                      | نه       | تهیه‌کننده اجرایی | نه      |
| ۲۰۰۹ | اره ۶                      | نه       | تهیه‌کننده اجرایی | نه      |
| ۲۰۱۰ | توطئه‌آمیز                  | آری      | نه               | نه      |
| ۲۰۱۰ | اره سه‌بعدی                 | نه       | تهیه‌کننده اجرایی | نه      |
| ۲۰۱۱ | خانه رؤیایی                | نه       | نه               | آری     |
| ۲۰۱۳ | احضار                      | آری      | نه               | نه      |
| ۲۰۱۳ | توطئه‌آمیز: قسمت ۲          | آری      | نه               | داستان  |
| ۲۰۱۴ | آنابل                      | نه       | آری              | نه      |
| ۲۰۱۵ | شیطانی                     | نه       | آری              | نه      |
| ۲۰۱۵ | خشمگین ۷                   | آری      | نه               | نه      |
| ۲۰۱۵ | توطئه‌آمیز: قسمت ۳          | نه       | آری              | نه      |
| ۲۰۱۶ | احضار ۲                    | آری      | آری              | آری     |
| ۲۰۱۶ | در تاریکی                  | نه       | آری              | نه      |
| ۲۰۱۷ | آنابل ۲                    | نه       | آری              | نه      |
| ۲۰۱۷ | جیگساو                     | نه       | تهیه‌کننده اجرایی | نه      |
| ۲۰۱۸ | توطئه‌آمیز: آخرین کلید      | نه       | آری              | نه      |
| ۲۰۱۸ | راهبه                      | نه       | آری              | داستان  |
| ۲۰۱۸ | آکوامن                     | آری      | نه               | داستان  |
| ۲۰۱۹ | مک‌گیور                     | آری      | تهیه‌کننده اجرایی | نه      |
| ۲۰۱۹ | نفرین لیورونا              | نه       | آری              | نه      |
| ۲۰۱۹ | سوامپ تینگ                 | نه       | تهیه‌کننده اجرایی | نه      |
| ۲۰۱۹ | آنابل به خانه می‌آید        | نه       | آری              | داستان  |
| ۲۰۲۱ | اره ۹: مارپیچ              | نه       | تهیه‌کننده اجرایی | نه      |
| ۲۰۲۱ | احضار: شیطان مرا وادار کرد | نه       | آری              | داستان  |
| ۲۰۲۱ | مورتال کامبت               | نه       | آری              | نه      |
| ۲۰۲۱ | بدخیم                      | آری      | آری              | داستان  |
| ۲۰۲۱ | کسی داخل خانه شماست        | نه       | آری              | نه      |
| ۲۰۲۱ | می‌دانم تابستان پیش چه کردی | نه       | تهیه‌کننده اجرایی | نه      |
| ۲۰۲۱ | آکوامن: پادشاه آتلانتیس    | نه       | تهیه‌کننده اجرایی | نه      |
| ۲۰۲۲ | آرشیو ۸۱                   | نه       | تهیه‌کننده اجرایی | نه      |
| ۲۰۲۲ | آکوامن و پادشاهی گم‌شده     | آری      | آری              | نه      |
| ۲۰۲۲ | سیلمز لات                  | نه       | آری              | نه      |
| ۲۰۲۳ | مگان                       | نه       | آری              | داستان  |
| ۲۰۲۳ | آخرین قطار به نیویورک      | نه       | آری              | نه      |
| ۲۰۲۳ | راهبه ۲                    | نه       | آری              | نه      |
| ۲۰۲۴ | احضار ۴                    | نه       | آری              | نه      |

## جوایز
- جایزه از دید تماشاگران جشنواره ترس و فانتزی سن سباستین (۲۰۰۴) برای فیلم اره ۱
- جایزه پگاسوس از دید تماشاگران جشنواره بین‌المللی فیلم فانتزی بروکسل (۲۰۰۵) برای فیلم اره ۱
- جایزه هیئت داوران ویژه و جایزه بزرگ هیئت داوران جوان (۲۰۰۵) برای فیلم اره ۱
- جایزه مجسمه راندو از جشنواره کلاسیک ترسناک راندو هتتن (۲۰۱۳) برای فیلم احضار ۱
- جایزه جشنواره فیلم باندونگ (۲۰۱۳) برای فیلم احضار ۱
- جایزه چینساو و تالار مشاهیر مجله فانگوریا (۲۰۱۴) برای فیلم احضار ۱
- جایزه هالیوود بلاک باکستر و هالیوود فیلم (۲۰۱۵) از جوایز فیلم هالیوود برای فیلم خشن ۷
- جایزه رکوردهای جهانی گینس (۲۰۱۵) برای فیلم خشن ۷
- جایزه مؤسسه منتقدان فیلم جورجیا (۲۰۱۶) برای فیلم خشن ۷
- جایزه بین‌المللی فاکس استودیوز استرالیا (۲۰۱۶)
- جایزه بهترین کارگردان از فرایت میتیر (۲۰۱۶) برای فیلم احضار ۱
- جایزه تیترا فیلم از جشنواره بین‌المللی فانتزی نوشاتل (۲۰۱۷) برای فیلم توطئه آمیز
- جایزه ترس (۲۰۱۷) برای فیلم احضار ۲

## پروژه‌های لغو شده
۱– ۲۰۰۷ ساخت شب هنگام
۲– ۲۰۰۹ ساخت اشعه ایکس
۳– ۲۰۱۲ ساخت موشک زن
۴– ۲۰۱۷ ساخت دژ فضایی
۵–۲۰۱۹ ساخت ریبوت رزیدنت اویل

## فیلم‌های در دست ساخت
| سال | نام فیلم      | کارگردان | تهیه‌کننده | نویسنده |
| --- | ------------- | -------- | --------- | ------- |
| _   | مرد کج و کوله | نه       | آری       | داستان  |
| _   | توطئه‌آمیز ۵   | نه       | آری       | نه      |
| _   | بلو           | نه       | آری       | نه      |
| _   | ترِنچ          | نه       | آری       | نه      |
| _   | آنابل ۴       | نه       | آری       | نه      |

## بازیگری
1. کِیلَکس (۱۹۹۹) (فیلم کوتاه)
2. سرد و گرم (۲۰۱۱) (فیلم کوتاه)
3. ماشین‌های خشمگین ۷ (۲۰۱۵) (فیلم کوتاه) (همچنین به عنوان کارگردان)

## فیلم کوتاه
1. او اینجاست (۲۰۱۷) (نویسنده)
2. یک راهنما به فیلم‌های جیمز وان (۲۰۱۷) (تهیه‌کننده)
3. شیرینی دوستی (۲۰۱۷) (تهیه‌کننده)
4. اره:میراث (۲۰۱۶) (نویسنده)
5. بهشت سگ کوچک (۲۰۰۸) (فیلمبردار، نویسنده و کارگردان)
6. تولد مجدد اره (۲۰۰۵) (نویسنده)

## مستند
1. اسکات تیبز (۲۰۰۶) (نویسنده)

## سریال
| سال انتشار | نام سریال                  | نقش                                                     |
| ۲۰۱۶       | مک‌گیور                     | تهیه‌کننده اجرایی و کارگردان اپیزود «رایزینگ» از فصل اول |
| ۲۰۱۹       | سوامپ تینگ                 | تهیه‌کننده اجرایی                                        |
| ۲۰۱۹       | نظم جادویی                 | تهیه‌کننده اجرایی و کارگردان اپیزود «پایلوت» و سریال     |
| ۲۰۱۹       | می‌دانم تابستان پیش چه کردی | تهیه‌کننده اجرایی                                        |
| ۲۰۱۹       | همزمان                     | تهیه‌کننده اجرایی                                        |
| ۲۰۱۹       | گیدئون فالز                | تهیه‌کننده اجرایی                                        |
| ۲۰۱۹       | دیلن داگ                   | تهیه‌کننده اجرایی                                        |
| ۲۰۱۹       | آکوامن:پادشاه آتلانتیس     | تهیه‌کننده اجرایی                                        |